# Victor Hennequin
Pour les articles homonymes, voir Hennequin.
Victor Antoine Hennequin est un homme politique français né le 3 juin 1816 à Paris et décédé le 10 décembre 1854 à Paris.

## Biographie
Fils d'Antoine Hennequin, député du Nord, il est reçu avocat à Paris en 1838. Il se lie avec Victor Considerant et adhère aux idées phalanstériennes, devenant rédacteur au journal La Démocratie pacifique. 
Victor Hennequin publie diverses brochures fouriéristes, dont Féodalité ou association (1846) et Les Amours au phalanstère (1847) . Dans son « Manifeste électoral » distribué en mars 1848 à Marseille pour les élections constituantes, il s'exprime ainsi : « Déjà le gouvernement provisoire a reconnu en principe le droit au travail ; il a déclaré qu’il s’occuperait d’urgence de l’organisation du travail. Ces problèmes seront nécessairement à l’ordre du jour de l’Assemblée constituante. Il faut envoyer à l’Assemblée des hommes que de telles questions ne prennent pas au dépourvu, des hommes qui en aient préparé la solution avant l’heure de la crise, des hommes qui secondent le mouvement de tout leur cœur, et qui, tout en le secondant le régularisent, afin que la transformation ne lèse aucun droit et qu’elle s’accomplisse, non par l’intimidation, non par la violence, mais par l’association et la liberté. » 
Au congrès phalanstérien qui se tint à Paris du 15 au 22 octobre 1848, Hennequin rédige et présente Programme de l’école phalanstérienne, fidèle aux idées fouriériste,.« comme résumant fidèlement les institutions de transition réclamées par l’École sociétaire ».. Il est l'un des principaux rédacteurs de l'Almanach démocratique et social paru à la mi-novembre 1848 et tiré à 100 000 exemplaires.
Il est député de Saône-et-Loire de 1850 à 1851, siégeant au groupe d'extrême-gauche de la Montagne. Il est arrêté et détenu brièvement au moment du coup d'État du 2 décembre 1851.
Vers 1850-1852, il écrit deux épisodes d'un ouvrage annoncé et jamais publié, Scènes phalanstériennes.

## Sources
- « Victor Hennequin », dans Adolphe Robert et Gaston Cougny, Dictionnaire des parlementaires français, Edgar Bourloton, 1889-1891 [détail de l’édition]